# Óxido de nitrógeno(V)
El óxido de nitrógeno(V), pentaóxido de dinitrógeno u anhídrido nítrico  
(N2O5), es un compuesto sólido de color blanco, comúnmente conocido como anhídrido nítrico.
A excepción de los demás óxidos de nitrógeno, que se encuentran en estado gaseoso, este se presenta en estado sólido y funde a 30,0 °C. Es estable a temperaturas inferiores a los 8 °C, y además debe estar en ausencia de luz solar.
Es el óxido de nitrógeno con más fuerza de ionización, lo que le infiere una gran capacidad de combustión.
Este óxido tiene un número de oxidación de +5.
Es altamente reactivo y al mezclarse con agua produce ácido nítrico:
N2O5 + H2O → 2 HNO3
La experimentación indica que el N2O5 debe ser el compuesto iónico "nitrato de nitronio", (NO2)+(NO3)–